# جامعة كارولينا الشرقية
جامعة كارولينا الشرقية (بالإنجليزية: East Carolina University)، هي جامعة حكومية تقع في مدينة غرينفيل بولاية كارولاينا الشمالية، الولايات المتحدة. تُعد رابع أكبر جامعة في الولاية، وهي الجامعة الوحيدة في كارولاينا الشمالية التي تضم كليات للطب وطب الأسنان والهندسة.
تأسست الجامعة في 8 مارس 1907 كمدرسة لتدريب المعلمين، وقد نمت منذ ذلك الحين من مساحة أصلية تبلغ 43 فدانًا (17 هكتارًا) إلى ما يقارب 1600 فدان (647 هكتارًا) اليوم. تنتشر مرافق الجامعة الأكاديمية على ستة مواقع: الحرم الجامعي الرئيسي؛ حرم العلوم الصحية؛ حرم البحوث الغربية؛ محطة الأبحاث الساحلية في نيو هولاند بولاية كارولاينا الشمالية؛ حرم الابتكار البحثي "الألفي" في منطقة المستودعات بمدينة غرينفيل؛ وحرم جامعي خارجي في تشيرتالدو ألتو بإيطاليا. كما تدير الجامعة معهد الدراسات الساحلية.
تضم الجامعة تسع كليات جامعية، وكلية دراسات عليا، وأربع كليات مهنية. تقع جميع التخصصات غير الصحية في الحرم الجامعي الرئيسي، بينما تقع كلية التمريض، وكلية العلوم الصحية المساعدة، وكلية برودي للطب، وكلية طب الأسنان في حرم العلوم الصحية. تُصنَّف الجامعة ضمن فئة "R1: جامعات الدكتوراه – نشاط بحثي مرتفع جدًا".
تضم الجامعة 11 نادٍ نسائي اجتماعي، و16 نادٍ أخوي اجتماعي، وأربع جمعيات نسائية تاريخية للسود، وخمس جمعيات أخوية تاريخية للسود، وجمعية أخوية واحدة وجمعية نسائية واحدة للسكان الأصليين (الهنود الأمريكيين). كما يوجد أكثر من 400 نادٍ مسجّل داخل الحرم الجامعي، بما في ذلك الأندية الأخوية والنسائية.

## تاريخ

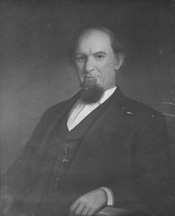
والد جامعة شرق كارولينا، توماس جوردان جارفيس

القوانين العامة لكارولينا الشمالية، 1907، الفصل 820 بعنوان قانون لتحفيز تعليم المدرسة الثانوية في المدارس العامة للولاية وتدريب المعلمين هو القانون الرسمي لمدرسة تدريب المعلمين في شرق كارولينا (ECTTS) في 8 مارس 1907، من قبل الشمال الجمعية العامة كارولينا. شارك رئيس مجلس أمنائها الأصلي، توماس جوردان جارفيس، وهو حاكم سابق لولاية نورث كارولينا يُعرف الآن باسم «والد وحدة التحكم الإلكترونية»، في احتفالات رائدة للمباني الأولى في 2 يوليو 1908، في جرينفيل، نورث كارولينا، وافتتح ECTTS أبوابه في 5 أكتوبر 1909. على الرغم من أن الغرض منه كان تدريب «الشباب والشابات البيض»، لم يكن هناك خريجون من الذكور حتى عام 1932. في عام 1920، أصبحت ECTTS مؤسسة مدتها أربع سنوات وأطلق عليها اسم كلية إيست كارولينا للمعلمين. تم منح درجات البكالوريوس الأولى في العام التالي في التعليم. تمت الموافقة على برنامج درجة الماجستير في عام 1929؛ كانت أول درجة منحتها الكلية في عام 1933. تم إحراز تقدم نحو وضع الكلية الكامل في عام 1948 مع تعيين بكالوريوس الآداب كدرجة في الفنون الحرة، وبكالوريوس العلوم كدرجة تدريس. عكس تغيير اسم كلية إيست كارولينا في عام 1951 هذه المهمة الموسعة. على اعتراضات الحاكم دان ك.مور، الذي عارض إنشاء نظام جامعي منفصل عن الجامعة الموحدة في نورث كارولينا، أصبحت ECC جامعة إقليمية اعتبارًا من 1 يوليو 1967، واتخذت اسمها الحالي، جامعة كارولينا الشرقية. لم تبقى الجامعة مستقلة لفترة طويلة؛ في 1 يوليو 1972، تم دمجها في نظام جامعة نورث كارولينا، خلفا للجامعة الموحدة. اليوم، جامعة كارولينا الشرقية هي رابع أكبر جامعة في ولاية كارولينا الشمالية مع 21,589 الجامعية و5797 طلاب الدراسات العليا، بما في ذلك 308 الطب و52 طلاب طب الأسنان.

## حرم الجامعة

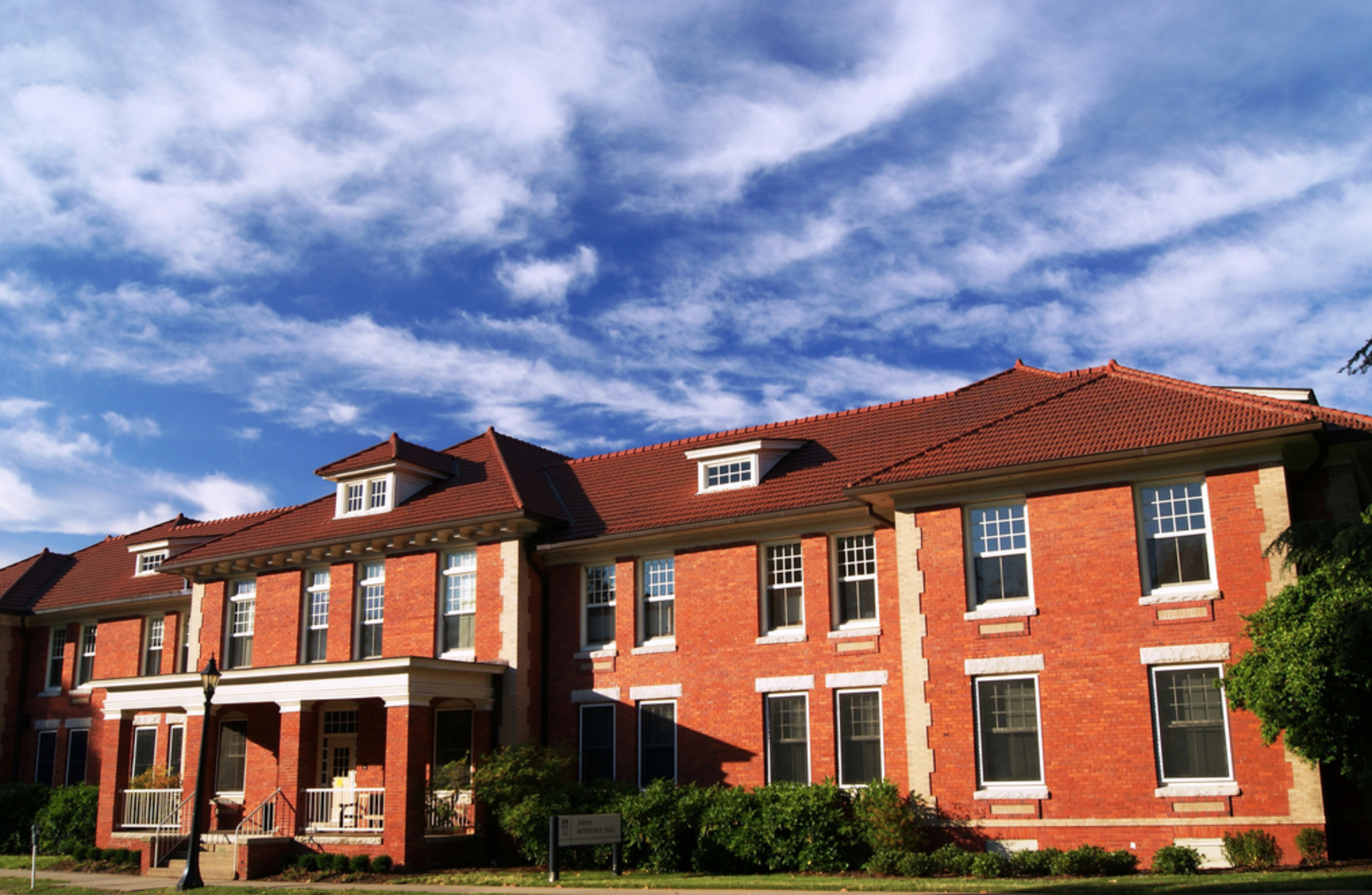
جارفيس ريزيدنس هول في الحرم الجامعي المركزي في جامعة جامعة كارولينا الشرقية

تنقسم ولاية كارولينا الشرقية إلى ثلاثة أحرم جامعية متميزة: الحرم الجامعي الرئيسي، وحرم العلوم الصحية، والحرم الغربي للأبحاث. تمتلك مجمعين رياضيين: مجمع بلونت الرياضي الترفيهي ومجمع الشمال الترفيهي. تمتلك محطة ميدانية في نيو هولاند بولاية نورث كارولينا.

### الأساسية
يقع الحرم الرئيسي، المعروف أيضًا باسم الحرم الشرقي، على 530 أكر (2 كـم2) في منطقة سكنية حضرية بوسط مدينة جرينفيل. تضم المباني الـ 158 الموجودة في الحرم الجامعي الرئيسي أكثر من 4.6 مليون قدم مربع (325000 م 2) للأكاديمية والبحثية والفضاء السكني. تتميز العديد من مباني الحرم الجامعي الرئيسية بفن العمارة الإسباني على غرار البعثة. الإلهام مستوحى من فترة عمل توماس جارفيس سفيراً في البرازيل. أراد أن يجلب الهندسة المعمارية الفريدة إلى شرق ولاية كارولينا الشمالية. يوجد في الحرم الجامعي الرئيسي خمس مناطق: الحرم الجامعي الأساسي ومنطقة وسط المدينة ومنطقة المستودعات والملاعب الرياضية والمنطقة الأكاديمية الجنوبية. يوجد في الحرم الجامعي الأساسي 15 طالبًا صالات سكنية مقسمة إلى ثلاثة أحياء منفصلة. السمة المميزة للحرم الرئيسي هو المركز التجاري، وهو عبارة عن منطقة عشبية كبيرة مليئة بالأشجار حيث يذهب العديد من الطلاب للاسترخاء. في منتصف المركز التجاري توجد نسخة طبق الأصل من القبة في مبنى أوستن الأصلي.

#### ملاعب رياضية
و اسكواش وتقع حقول ألعاب القوى الجنوب من كلية تل حي سكني. يقسم شارع الرابع عشر كوليدج هيل إلى الشمال، مع ملاعب رياضية إلى الجنوب. يقع تشارلز بوليفا على حدود الحقول من الغرب ويحدها شارع جرينفيل من الجنوب. يقع الحي السكني ومدرسة المهرست الابتدائية على الحدود الشرقية. يقع الجزء الشمالي من المنطقة في ملعب فيكلين مينغيس كوليزيوم مينغيس ناتاتوريوم، جنبًا إلى جنب مع مواقف السيارات. يقع مركز مورفي، وهو القوة الأساسية والتكييف ومبنى الحفلات، بين دودي فيكلين ومينغز كوليزيوم. مجمع التنس، مبنى وارد للطب الرياضي، سكيلز فيلد هاوس، ومبنى نادي القراصنة يحيطون أيضًا بـ دودي فيكلين. يضم مبنى وارد للطب الرياضي مكاتب لكرة القدم ونادي القراصنة والإدارة الرياضية. يوفر جداول البيت الميداني غرف خلع الملابس ومكاتب أقسام رياضية إضافية لعمليات التسويق والفعاليات ومساحة للفصول الدراسية لبرنامج التدريب الرياضي في جامعة كارولينا الشرقية. إلى الجنوب من هذه المرافق، توجد منشأة ممارسة كليف مور التي تحتوي على زوج من الحقول العشبية الطبيعية وملعب فيلدتريف واحد مصمم خصيصًا لفريق كرة القدم. على الحدود الجنوبية لمنشأة التدريب يوجد ملعب كلارك لوكلير، وهو ملعب البيسبول للرجال. تم افتتاحه في عام 2005 ويتسع لـ 3000 مقعد في مقاعد دائمة مع 2000 مقعد آخر في الخارج. في الطرف الجنوبي من الملاعب يوجد مجمع الألعاب الأولمبية، والذي يشمل ملعب كرة القدم للسيدات، وملعب الكرة اللينة، ومضمار السباق والميدان، ومبنى الفريق الأولمبي الرياضي. تم الانتهاء من المجمع الرياضي الأولمبي في عام 2011 بسعر 23.4 مليون دولار. مركز سميث ويليامز هو منشأة لتطوير وممارسة كرة السلة بقيمة 17 مليون دولار، تم افتتاحها في عام 2013. ملعب كرة القدم يخطط لترقية 40 مليون دولار. ستشمل الترقيات منطقة مكبس ونادي وأجنحة جديدة وسطح علوي، وكلها تقع على الجانب الجنوبي. ستعمل هذه الإضافة على زيادة السعة من 50,000 إلى 60,000.
أنفقت ولاية كارولينا الشرقية 92 مليون دولار على مشاريع رياضية من 1998 إلى 2011. بما في ذلك المشاريع المقترحة، تمت زيادتها إلى 145 مليون دولار.

### علوم صحية
يُعد حرم العلوم الصحية ممارسي الرعاية الصحية عبر مجموعة كاملة من المهن، بما في ذلك الممرضات وأطباء الأسنان والمعالجون الفيزيائيون ومعالجي النطق والأطباء وغير ذلك. يظل العديد من خريجي العلوم الصحية في جامعة جامعة كارولينا الشرقية في منطقة كارولينا الشرقية المحرومة لتوفير الرعاية في المنطقة. يقع بجوار مركز فيدانت الطبي (VMC). كان مركز فيدانت الطبي في الأصل مستشفى بيت كاونتي ميموريال. بعد أن أصبحت مستشفى خاصًا غير ربحي، تمت إعادة التسمية. مركز فيدانت الطبي، وهو مركز صدمات رئيسي من المستوى الأول بسعة 861 سريرًا، يخدم كمركز طبي أكاديمي لمدرسة برودي للطب. تمتلك فيدانت الصحة مركز فيدانت الطبي أو تستأجر أو تمتلك ستة وتدير واحدة. تبلغ المنطقة حوالي 2 ميل (3.2 كـم) غرب الحرم الرئيسي على 206 أكر (0.8 كـم2) مع ما يقرب من 1,300,000 قدم مربع (121,000 م2) مساحة أكاديمية وبحثية في 62 عمارة. تشمل المباني الأخرى إلى جانب مركز فيدانت الطبي مبنى برودي الطب العلوم ومعهد شرق كارولينا للقلب ومركز ليو جينكينز للسرطان ومبنى صحة الحلفاء المكون من كلية التمريض ومكتبة Laupus الطبية وكلية العلوم الصحية المتحالفة. 117,000 قدم مربع (11,000 م2) افتتح مركز طب الأسرة في خريف عام 2011. روس هول، التي تضم كلية طب الأسنان، تبلغ مساحتها أقل بقليل من 200000 قدم مربع.

### ويست للأبحاث
يقع الحرم الغربي للأبحاث على ما يقرب من 600 أكر (2.4 كـم2) 4 ميل (6.4 كـم) غرب حرم العلوم الصحية. يتكون من أربعة مبانٍ 36,000 قدم مربع (3,300 م2) على موقع صوت أمريكا السابق. ما يقرب من 367 أكر (1.49 كـم2) هي أراضي رطبة معينة ومناطق واسعة من الأحياء وعلم النبات وعلوم أخرى مواقع الدراسة الميدانية. يحتوي على مرفق عرض لمياه الصرف الصحي في الموقع للصحة البيئية وهو مفتوح للجمهور وجميع المعلمين. وهي أيضًا موطن معهد نورث كارولينا للصحة والسلامة في الزراعة والغابات ومصايد الأسماك مع مباني إدارية والعديد من المباني الداعمة.

#### المعاهد والمراكز
- كلية الطب برودي بجامعة إيست كارولينا[35]
- كلية طب الأسنان بجامعة شرق كارولينا
- معهد شرق كارولينا للقلب
- مركز ليو دبليو جينكينز للسرطان
- مختبر تصميم الابتكار
- مركز طب الأسرة
- معهد الدراسات الساحلية
- مركز بحوث الأوبئة والنتائج
- معهد الأعمال الصغيرة[36]
- معهد العلوم والسياسة الساحلية
- مركز أبحاث الوزن الصحي للأطفال وعلاجهم
- مركز السياحة المستدامة
- مركز الاستدامة
- مركز الأخطار الطبيعية
- مركز علوم المعلومات الجغرافية
- مركز نظم المعلومات الجغرافية
- مركز الدراسات الحسابية التطبيقية
- مركز تعليم العلوم والتكنولوجيا والهندسة والرياضيات
- مركز البحوث المسحية
- مركز فقدت المستعمرة للعلوم والبحوث
- معهد شرق كارولينا للسكري والسمنة
- بوكوسين آرتس ريفرسايد لودج
- معهد أغرومديكين
- اتحاد ليف الذهبي التعليمي

### مراكز تعليم خدمة المجتمع
قامت كلية طب الأسنان ببناء 8 مراكز تعليمية لخدمة المجتمع تقع في المناطق الريفية والمحرومة في جميع أنحاء ولاية كارولينا الشمالية. يتعلم طلاب السنة الرابعة ويقدمون الرعاية للمجتمع لمدة عام واحد في هذه المراكز المجتمعية. جميع المراكز المجتمعية الثمانية نشطة حاليًا. تقع في أهوسكي (كارولاينا الشمالية) وإليزابيث سيتي وليلينغتون وسبروس بين (كارولاينا الشمالية) وبوليفيا (كارولاينا الشمالية) وتوماسفيل (كارولاينا الشمالية) ولومبيرتون (كارولاينا الشمالية) وسيلفا، نورث كارولاينا.

### المحطة الميدانية للدراسات الساحلية
تقع المحطة الميدانية في نيو هولاند بولاية نورث كارولينا. تعمل المنطقة كمحطة ميدانية للدراسات الساحلية وإدارة الموارد الساحلية وبرامج الأحياء. الهدف الرئيسي للمحطة الميدانية هو التنمية الاقتصادية في المنطقة من خلال التثقيف البيئي والسياحة البيئية. كما أنها تعمل كمرفق للخلوات الصغيرة وكقاعدة للبحث في القضايا الساحلية. تم إدراجه في السجل الوطني للأماكن التاريخية عام 1980. إنه مجاور لـ 49,925 أكر (202 كـم2) محمية ماتاموسكييت للحياة البرية.

### مجمع الشمال الترفيهي
مجمع الشمال الترفيهي (NRC) هو مجمع رياضي يقع على مساحة 129 أكر (522,044.5 م2) قطعة أرض شمال الحرم الرئيسي لجامعة شرق كارولينا. يعد مجمع الشمال الترفيهي أحد أكبر المجمعات الترفيهية في الولاية. ستزيد من ملاعب بلونت الرياضية الداخلية الواقعة خلف مبنى كارول بيلك في شارع تشارلز. تم افتتاح المرحلة الأولى من المراحل الثلاث للمجمع في 2 سبتمبر 2008. تتضمن المرحلة الأولى ثمانية حقول مضاءة، 5.6 أكر (0 كـم2) بحيرة بها شاطئ ومسارات / مناطق للمشي ومنزل ميداني. يقع المجمع بالقرب من تقاطع طريق نورث كارولينا السريع 33 وطريق الولايات المتحدة 264.
افتتحت المرحلة الثانية في أغسطس 2011، مع الافتتاح الكبير الذي حدث في 15 سبتمبر 2011. تشتمل هذه المرحلة على 5.6 أكر (0.0 كـم2) بحيرة 51,000 قدم مربع (4,700 م2) الشاطئ. 2,000 قدم مربع (190 م2) كما يقع منزل القارب هناك. يمكن استئجار الزوارق والزوارق وألواح التجديف في وضع الوقوف في المرفأ لاستخدامها في البحيرة. تشمل المرافق الأخرى ملاعب الكرة الطائرة الرملية وحدوات الخيول والشوايات ومعدات اللياقة البدنية وستة مسارات للمشي / الجري وملعب غولف قرصي وملعب أوديسي الذي يتضمن خطًا مضغوطًا بطول 300 قدم.

### معهد الدراسات الساحلية لجامعة الأمم المتحدة
تضم وحدة التحكم الإلكترونية وتدير معهد الدراسات الساحلية التابع لجامعة الأمم المتحدة (جامعة نورث كارولينا-CSI) وهو معهد أبحاث بحري مشترك بين الجامعات يقع في جزيرة رونوك في مانتيو على طول الصوت الكرواتي على الضفاف الخارجية، والذي تم إنشاؤه في عام 2003 مع التركيز على إيكولوجيا مصبات الأنهار وصحة الإنسان، العمليات الساحلية والهندسة، والسياسة العامة والاستدامة الساحلية، والتراث البحري.

## الكليات والمدارس

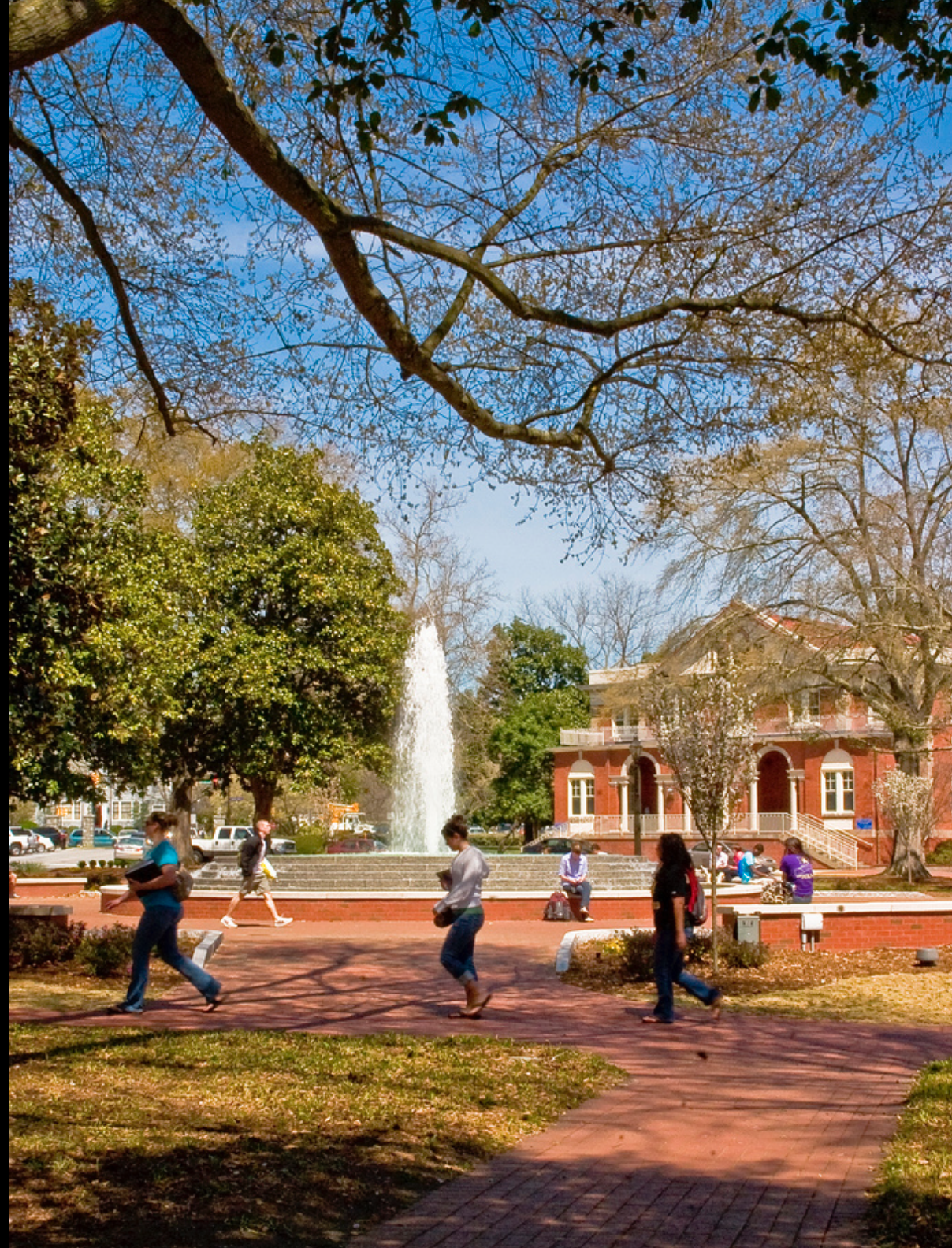
نافورة الأمناء في رايت سيركل في الحرم الجامعي الرئيسي في جامعة شرق كارولينا

جامعة كارولينا الشرقية هي موطن لتسع كليات جامعية ومدرسة عليا وأربع مدارس مهنية. أقدم مدرسة هي كلية التربية الحديثة. تقدم الجامعة 16 برنامجًا لدرجة الدكتوراه، و4 برامج للحصول على درجة مهنية أولى، و76 برنامجًا لدرجة الماجستير، و102 برنامجًا لدرجة البكالوريوس.
كلية الفنون الحرة في جامعة كارولينا الشرقية هي كلية توماس هاريوت للفنون والعلوم. تتكون من 16 قسمًا، مما يجعلها ثالث أكبر كلية. تعود جذور كلية الفنون الحرة إلى بدايات الجامعة.
كلية الأعمال هي مدرسة مهنية تتكون من ستة أقسام مع تركيز جامعي في كل منها، بالإضافة إلى كلية ميلر لريادة الأعمال وماجستير في إدارة الأعمال وماجستير العلوم في برنامج المحاسبة. جاءت بدايات الكلية في عام 1936 عندما تم تنظيم وزارة التجارة. تحول لاحقًا إلى قسم تعليم إدارة الأعمال، ثم إلى قسم الأعمال. أخيرًا، في عام 1960، تم تشكيل كلية إدارة الأعمال. تم اعتماد برنامج البكالوريوس بالكلية في عام 1967، وتم اعتماد برنامج الدراسات العليا في عام 1976 من قبل جمعية تطوير كليات الأعمال الجماعية. الكلية هي مدرسة حاكمة لمجلس قبول الخريجين الإدارة. تدير الكلية معهدًا للأعمال الصغيرة لتقديم المشورة لأصحاب الأعمال الصغيرة حول كيفية تحقيق النجاح.
كلية التربية هي أقدم وأكبر كلية في جامعة كارولينا الشرقية. يضم ويدير جميع التخصصات التعليمية ومجلة دولية مفتوحة الوصول، مجلة المناهج والتعليم. هناك 17 برنامجًا للحصول على درجة جامعية، و22 برنامجًا للدراسات العليا، وست شهادات متقدمة، وبرنامج دكتوراه في التربية والتعليم. تعد الكلية المزيد من المهنيين لمدارس نورث كارولينا أكثر من أي جامعة أخرى في الولاية. حصلت الكلية على درجات أعلى من جامعات نورث كارولينا الأخرى عندما قام مجلس الولاية بتقييم برامج تعليم المعلمين في عام 2006. بالإضافة إلى ذلك، أظهر تقرير أداء مؤسسة التعليم العالي أن جامعة كارولينا الشرقية كانت الأولى في عدد الخريجين الذين تم توظيفهم في المدارس العامة في جميع أنحاء الولاية. تعتبر الكلية واحدة من برامج الإعداد المهني المثالية وفقًا لتقرير أداء التعليم العالي لمجلس ولاية كارولينا الشمالية.
تضم كلية الفنون الجميلة والاتصالات أربع مدارس تتراوح من الرقص إلى التصميم والصحافة الإذاعية. تم افتتاح الكلية رسميًا في 1 يوليو 2003، ولكن يمكن تتبع جذورها إلى تأسيس جامعة كارولينا الشرقية؛ استأجرت المدرسة متخصصين في الفنون والموسيقى عام 1907 لتدريب المعلمين.
تتكون كلية الصحة والأداء البشري من ثماني وحدات أكاديمية وتتعامل مع جميع درجات الترفيه والتمارين في جامعة إيست كارولينا. أخذت اسمها في عام 2003، لكنها تتبع إرثها إلى قسم التربية البدنية في عام 1930. كانت الأولوية رقم 2 لتخطيط كلية المعلمين في شرق كارولينا لعام 1930. في عام 1938، تم إنشاء قسم التربية البدنية وأصبحت التربية البدنية مجالًا متخصصًا لمعلمي المدارس الثانوية.
تضم كلية الهندسة والتكنولوجيا أربعة أقسام. تقدم الكلية تسع درجات تشمل الهندسة وعلوم الكمبيوتر وإدارة البناء والتصميم والتوزيع والخدمات اللوجستية وتكنولوجيا الهندسة الصناعية وتكنولوجيا المعلومات والكمبيوتر والتكنولوجيا الصناعية.
تقدم كلية العلوم الصحية المساعدة 25 برنامجًا للحصول على درجة وشهادة في تخصصات العلوم الصحية المرتبطة بشكل أساسي بخدمات الصيانة وإعادة التأهيل الصحي. تتكون الكلية من تسعة أقسام: الإدمان ودراسات إعادة التأهيل (الإدمان، الإرشاد الإكلينيكي والصحة العقلية)، الإحصاء الحيوي، علوم المختبرات الإكلينيكية، علوم الاتصال والاضطرابات (علم السمع وأمراض النطق واللغة)، الخدمات الصحية وإدارة المعلومات، علوم التغذية، المهنية العلاج والعلاج الطبيعي والدراسات مساعد الطبيب. يتم تقديم بكالوريوس العلوم، ماجستير العلوم، دكتوراه في السمع، دكتوراه في العلاج الطبيعي، ودرجات الدكتوراه. تأسست كلية العلوم الصحية المتحالفة في العام الدراسي 1967-1968 باعتبارها كلية المهن الصحية والاجتماعية، وتقع الآن في مبنى العلوم الصحية المتحالفة في حرم العلوم الصحية وهي أكبر كلية صحية متحالفة في حالة.
كلية التمريض هي مدرسة مهنية تقدم درجة جامعية واحدة، بكالوريوس العلوم في التمريض. تم إنشاء المدرسة في عام 1959 وتقدم الآن برامج بكالوريوس العلوم والماجستير والدكتوراه. تضم الكلية أكثر من 100 من أعضاء هيئة التدريس يقومون بتدريس الطلاب كل شيء عن مجال التمريض أثناء ممارستهم في ولاية كارولينا الشمالية الشرقية غير المخدومة. هناك ثلاثة أقسام داخل هذه المدرسة: قسم علوم التمريض الجامعية، قسم العلوم التمريضية الجامعية، قسم علوم التمريض العليا. في 12 أكتوبر 2007، سمح مجلس محافظي جامعة نورث كارولينا بإعادة تسمية كلية التمريض بكلية التمريض. عينت الرابطة الوطنية للتمريض الكلية على أنها مركز امتياز. تنتج الكلية ممرضات أكثر من أي مدرسة أخرى في منطقة وسط المحيط الأطلسي.
تتكون كلية الدراسات العليا من 85 درجة ماجستير و 21 برنامج دكتوراه و62 شهادة. ينسق عروض الخريجين لجميع الأقسام في الكليات التسع. تدير المدرسة أيضًا برامج الدرجات غير المهنية لكلية الطب المهنية. تقدم المدرسة 17 درجة ماجستير في المحاسبة والفنون وإدارة الأعمال وإدارة البناء والتعليم والصحة البيئية والفنون الجميلة وعلوم المكتبات والموسيقى والتمريض والعلاج المهني والإدارة العامة والصحة العامة وعلوم الإدارة المدرسية والعمل الاجتماعي والتدريس. كما تقدم أربع درجات دكتوراه في علم السمع والتربية والفلسفة والعلاج الطبيعي.
كلية الطب برودي هي مدرسة مهنية في الجامعة. وهي تتألف من سبعة تخصصات عليا، بالإضافة إلى دكتوراه في الطب، وكلها تقع في حرم العلوم الصحية. تمت الموافقة على الاعتمادات الأولى في عام 1974، مع وصول أول طلاب الطب في عام 1977. كلية الطب هي واحدة من خمس مدارس في ولاية كارولينا الشمالية.
كلية طب الأسنان هي مدرسة مهنية في الجامعة. تخرجت المدرسة بدرجة واحدة دكتور في طب الأسنان. كما أن لديها ثلاث إقامات في التعليم المتقدم في طب الأسنان العام والممارسة العامة لطب الأسنان. تقدم المدرسة أيضًا برنامجًا متخصصًا في طب الأسنان. تأسست في 24 فبراير 2006، في اجتماع مجلس أمناء ولاية كارولينا الشرقية. تمت الموافقة على كلية طب الأسنان بالإجماع من قبل مجلس حكام نظام جامعة نورث كارولينا أيضًا. تقع المرافق في حرم العلوم الصحية وستضم السنوات الثلاث الأولى من التعليم. سيكمل طلاب طب الأسنان سنتهم النهائية في مراكز تعليم خدمة المجتمع بجامعة جامعة كارولينا الشرقية في جميع أنحاء الولاية. كلية طب الأسنان هي واحدة من مدرستين لطب الأسنان في الولاية.

## بحث
راندولف شيتوود، جراح القلب في ولاية كارولينا الشرقية، أجرى أول جراحة قلب تاجي طفيفة التوغل بمساعدة الروبوت في الولايات المتحدة. كما طور باحثو شرق كارولينا جهازًا إلكترونيًا للطلاقة يسمى سبيش ايسي؛ تم تصميم الجهاز لتحسين طلاقة الشخص الذي يتلعثم عن طريق تغيير صوت المستخدم في أذنه. طور والتر بوريس، عضو هيئة التدريس في كلية الطب برودي، الإجراء القياسي لجراحة المجازة المعدية. اكتشف الباحثون هنا أيضًا لأول مرة أن 80% من مرضى السكري الذين يعانون من السمنة / النوع 2 والذين خضعوا لهذا الإجراء الجراحي لديهم انعكاس للمرض. يعمل مختبر الارتجاع البيولوجي حاليًا على تطوير تقنيات لمساعدة أفراد الخدمة على التعافي من اضطرابات ما بعد الصدمة وإصابات الدماغ الرضحية التي تلقوها في أفغانستان والعراق. يحتل برنامج الإخصاب في المختبر المرتبة الأولى في ولاية كارولينا الشمالية والرابعة بشكل عام في الولايات المتحدة. اكتشف جيسون بوند، وهو عالم سابق في قسم الأحياء، العديد من الأنواع الجديدة من العناكب، بما في ذلك ميرميكيافيليا نيليونجي وأبتوستيكوس ستيفنكولبرتي.
خلال التنقيب الأثري في جزيرة هاتيراس في عام 1998، اكتشف علماء الآثار خاتم الخاتم الإنجليزي من الذهب عيار 10 قيراط من القرن السادس عشر، من بين قطع أثرية أخرى. كانت الحلقة المكتشفة أول اتصال مادي بين مستعمرة روانوك في جزيرة رونوك وشعوب ألغونكويان في جزيرة كرواتيا. في عام 2011، قام علماء الآثار تحت الماء برفع مراسي ثأر الملكة آن، السفينة الرئيسية لبلاكبيرد، بالقرب من بوفورت.

### مكتبات

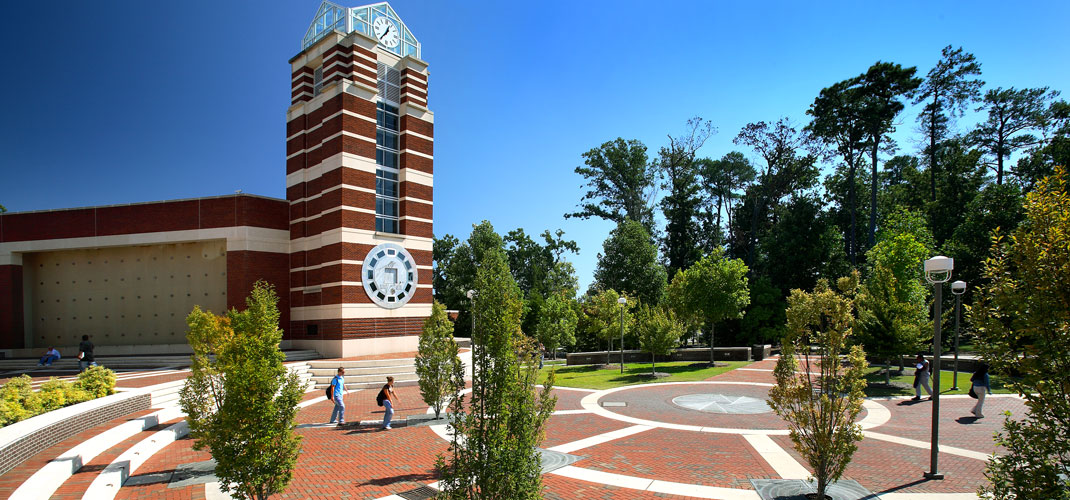
برج ساعة مكتبة جوينر

مكتبة جي جوينر هي المكتبة الرئيسية التي تقع بجانب المركز التجاري في الحرم الجامعي الرئيسي. يحمل ما يقرب من 1.9 مليون مجلد، 2.1 مليون قطعة من ميكروفيلم، 532.000 وثيقة حكومية وأكثر من 24000 اشتراكات المجلة. المكتبة، التي تضم مجموعة المخطوطات في شرق كارولينا، هي أكبر مكتبة شرق رالي. إنه أحد المستودعات الرائدة في البلاد للتاريخ البحري والبحري الحديث. كما أنها تحتوي على مواد متعلقة بولاية نورث كارولينا، وصناعة التبغ، والأنشطة التبشيرية في جميع أنحاء العالم، والتاريخ العسكري الأمريكي. المكتبة هي المستودع الرسمي لسجلات مساعد خفر سواحل الولايات المتحدة. تحتوي مجموعة إدغار هوفر حول الشيوعية الدولية على العديد من العناصر التي تتناول الشيوعية في جميع أنحاء العالم. تحتوي مجموعات الكتب النادرة على عناصر يرجع تاريخها إلى عام 1589، بما في ذلك خريطة إدوارد موسلي عام 1733، وهي أول خريطة شاملة لمستعمرة نورث كارولينا والنسخة الأصلية الوحيدة في الولايات المتحدة.
مكتبة الموسيقى هي فرع من مكتبة جوينر وتقع في الطابق الأول من مركز آي جي فليتشر للموسيقى. يضم ما يقرب من 93000 العناصر، بما في ذلك مجموعة التسجيلات الصوتية بأكملها. إنها أكبر مجموعة موسيقية شرق رالي. المستخدمون الأساسيون للمكتبة هم أعضاء هيئة التدريس والطلاب في مدرسة الموسيقى وكلية المسرح والرقص، ولكن يمكن لأي شخص استخدام مواردها. بدأت في العام الدراسي 1958-1959 عندما تم إنشاء مكتبة صغيرة. يشرف اليوم خمسة موظفين على واجبات المكتبة.
مكتبة ويليام لوبوس هي مكتبة طبية وصحية في ولاية كارولينا الشرقية. إنها المكتبة الأساسية لكلية الطب برودي، وكلية التمريض، وكلية العلوم الصحية المساعدة، وكلية طب الأسنان. تستوعب ما يقرب من 160.000 مجلدات (مطبوعة وغير مطبوعة) و10000 عناوين المسلسلات المطبوعة وغير المطبوعة والإلكترونية الحالية. في عام 2006، انتقلت إلى مبنى العلوم الصحية في حرم العلوم الصحية. تمت تسمية المكتبة باسم الدكتور لوبوس، العميد السابق لكلية الطب برودي.

## الحياة الطلابية

### جمعية الحكومة الطلابية
تخدم رابطة الطلاب الحكوميين في جامعة إيست كارولينا صوت الطلاب وتمثل اهتمامات الطلاب لمجموعة متنوعة من المصادر بما في ذلك إدارة الحرم الجامعي والأقسام الأخرى. الجمعية في دورتها السادسة. رئيس هيئة الطلاب الحالي هو تشاندلر وارد ونائب رئيس الهيئة الطلابية الحالي هو سافانا سليد. رئيس مجلس الطلاب هو هولدن ويليامز والمدعي العام لهيئة الطلاب هو إيثان نوريس.

### الحياة اليونانية
توجد عشر جمعيات نسائية اجتماعية في حرم شرق كارولينا، يمتلك معظمها منزلًا يقع في أو بالقرب من الشارع الخامس أو العاشر. يوجد حاليًا 18 أخوية اجتماعية في شرق كارولينا. تقع الغالبية بالقرب من أو بالقرب من الشارع الخامس أو الشارع اعاشر.. من بين 18 أخوية اجتماعية، سبع منها تمتلك منزلاً حاليًا. بدأت الحياة اليونانية في عام 1958 بإدخال أربع أخويات اجتماعية: الأولى كانت كابا ألفا. في وقت لاحق جاء بيتا ثيتا بي بي لامبدا فاي بي كابا ألفا ثيتا تشي. بعد ذلك بعامين، تم تأسيس ثماني جمعيات نسائية اجتماعية من أصل عشر.
المجلس الوطني اليوناني (NPHC) له حضور في الحرم الجامعي أيضًا. هناك أربع جمعيات نسائية أمريكية من أصل أفريقي تاريخيًا وخمس أخويات أمريكيين من أصل أفريقي تاريخيًا. يوجد أكثر من 18 شرفًا و13 خدمة أو أخوية دينية أو جمعيات نسائية في جامعة كارولينا الشرقية.

### ألعاب القوى

ملعب دودي فيكلن

فرق جامعة كارولينا الشرقية الرياضية، الملقب بـ القراصنة، تتنافس في الرابطة الوطنية لرياضة الجامعات كعضو كامل العضوية في المؤتمر الرياضي الأمريكي (الأمريكي). انضم القراصنة إلى الأمريكي في 1 يوليو 2014. جون جيلبرت هو المدير الرياضي الحالي. وتضم القسم الرياضي ومكاتب نادي القراصنة ومختبر الأداء البشري. يتدرب الرياضيون في مركز مورفي على 52,475 قدم مربع (4,875 م2) صرح يضم مرافق القوة والتكييف وغرف ولائم وتذكارات رياضية ومركز تعزيز أكاديمي. تم بناء مركز مورفي بحوالي 13 دولارًا مليون وفتحت أبوابها للطلاب الرياضيين جامعة كارولينا الشرقية في يونيو 2002.

### تنوع
قام مشروع المنحة الصغيرة من مكتب المساواة والتنوع والعلاقات المجتمعية بتطوير هذا المشروع لتحسين عدد دراسات التنوع في جامعة كارولينا الشرقية وبرامجها ومجموعاتها. يهدف هذا المشروع إلى توفير الموارد والأموال لمقترحات التنوع التي يقدمها الطلاب ومنظمات الحرم الجامعي وأعضاء هيئة التدريس والموظفون. تتضمن هذه البرامج مراقبة الندوات التعليمية للتوعية الثقافية، لتحسين مناخ الأقسام، لتوظيف طلاب متنوعين، للبحث من أجل تحسين المناهج الدراسية، من بين أمور أخرى.

## الإدارة

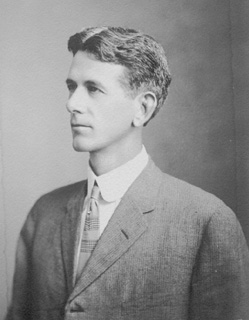
الرئيس روبرت هيرينج رايت

كان هناك ستة رؤساء وسبعة رؤساء في تاريخ الجامعة. تم تنصيب روبرت هيرينج رايت كأول رئيس لـ جامعة كارولينا الشرقية في 13 نوفمبر 1909. قام المدير العام بتغيير الأسماء بعد انضمام جامعة كارولينا الشرقية إلى نظام جامعة نورث كارولينا في عام 1972. يتم اختيار المستشار من قبل مجلس محافظي جامعة نورث كارولينا بناءً على توصية من رئيس المجلس، وهو مسؤول أمام مجلس الأمناء المكون من 12 عضوًا في جامعة كارولينا الشرقية. يتم اختيار أربعة من الأمناء الإثني عشر من قبل حاكم ولاية كارولينا الشمالية، بينما يتم اختيار الثمانية الآخرين من قبل مجلس المحافظين. رئيس الهيئة الطلابية جامعة كارولينا الشرقية هو بحكم منصبه عضو في مجلس الأمناء.
أصبح سيسيل ستاتون مستشارًا في عام 2016، ليحل محل ستيف بالارد. بعد استقالة ستاتون في عام 2019، عين نظام قيادة الأمم المتحدة دان غيرلاخ كمستشار مؤقت. في أواخر سبتمبر 2019، تم وضع غيرلاخ في إجازة إدارية بعد ظهور صور وفيديو، تظهر تفاعله مع الطلاب في حانة شهيرة في منطقة وسط المدينة. أعلن الرئيس المؤقت لنظام جامعة نورث كارولينا بيل روبر أن وكيل جامعة كارولينا الشرقية ونائب المستشار الأول رونالد ميتشيلسون سيعملان كمستشار الجامعة بالإنابة، وتم تعيين فيليب روجرز المستشار الثاني عشر في ديسمبر 2020.
مجلس محافظي جامعة نورث كارولينا هو هيئة صنع السياسة المكلفة قانونًا بـ «التحديد العام، والرقابة، والإشراف، والإدارة، والحوكمة لجميع شؤون المؤسسات المكونة». وتضم 32 عضوا مصوتا تنتخبهم الجمعية العامة لمدة أربع سنوات.

## الترتيب
في عام 2016، تم تصنيف إيست كارولينا من قبل يو إس نيوز آند وورد ريبورت كجامعة وطنية في تصنيفاتها من الدرجة الأولى. في عام 2010، صنفت فوربس المدرسة في المرتبة 36 في قصة أفضل كلية تشتريها أمريكا.
في إصدار 2012 من يو إس نيوز آند وورد ريبورت، احتلت كلية الطب برودي المرتبة العاشرة في الدولة لإعداد طبيب الرعاية الأولية، والمرتبة 13 في تخصص الطب الريفي والمرتبة 14 في طب الأسرة. في عام 2010، احتل برودي المرتبة السابعة على مقياس المهمة الاجتماعية.
في عام 2009، حصلت الجامعة على جائزة باتريوت. تُمنح جائزة باتريوت لأصحاب العمل الذين يذهبون إلى أبعد مما يتطلبه القانون لدعم موظفيهم الذين يخدمون في الحرس الوطني أو الاحتياطيات. في عام 2010، حصلت الجامعة على جائزة حرية دعم صاحب العمل لوزير الدفاع. إنه أعلى تقدير تمنحه حكومة الولايات المتحدة لأصحاب العمل لدعمهم المتميز لموظفيهم الذين يخدمون في الحرس والاحتياطي.

## الأغاني
«حائل لاسمك حتى عادلة» هي الجامعة الأم في جامعة إيست كارولينا. ظهرت لأول مرة في 1940-1941 كتيب طلاب كلية المعلمين في شرق كارولينا. كتبه هارولد أ. ماكدوجل (44) الذي أصبح مدرسًا بدوام جزئي في قسم الموسيقى من عام 1946 إلى عام 1947. يقوم فريق مسيرة القراصنة بأداء الأغنية خلال جميع مباريات كرة القدم وكرة السلة في المنزل. في كل مباراة كرة قدم في المنزل، بعد عزف الفرقة للنشيد الوطني، يتم عزف ألما ماتر تليها أغنية انتصار. في نهاية مباريات كرة القدم، يمشي فريق كرة القدم إلى قسم الطلاب ليغني أغنية ألما ماتر وأغنية إي سي فيكتوري في انسجام تام.

## خريج متميز
كان لخريجي القراصنة تأثير في التدريس والأعمال والفنون. نيا إيماني فرانكلين، الملحن الأمريكي وحامل لقب ملكة جمال، والتي تخرجت في عام 2015، توجت بلقب ملكة جمال نيويورك وملكة جمال أمريكا 2019، وهي الأولى بدون فئة مسابقة ملابس السباحة. تخرجت الممثلة إميلي بروكتر، وبيث جرانت، وكاتب السيناريو كيفن ويليامسون، مبتكر سكريم (سلسلة أفلام) والخور داوسون، من ولاية كارولينا الشرقية. حضرت الممثلة السينمائية المشهورة ساندرا بولوك، لكنها تخرجت لاحقًا بعد مغادرتها لمتابعة مسيرتها التمثيلية. ماركوس كرانديل (من مواليد 1 يونيو 1974 في شارلوت بولاية نورث كارولينا) هو لاعب الوسط السابق والمدرب الحالي في كرة القدم الكندية المحترفة. لعب 11 موسمًا في إدمونتون إسكيمو كالغاري ستامبرز ساسكاتشوان رورايدس من 1997 إلى 2008 بينما قضى أيضًا بعض الوقت في اتحاد كرة القدم الأميركي أوروبا. حصل كرانديل على جائزة الكأس الرمادية كأفضل لاعب بعد أن فاز فريق ستامبدرس بالكأس الرمادية رقم 89 في عام 2001. كتب خريج عام 1974، ريك أتكينسون، كتاب «جيش عند الفجر: الحرب في شمال إفريقيا، 1942-1943» تلاه «يوم المعركة، الحرب في صقلية، 1943-1944» وكتب دان نيل نقدًا للسيارات. كلاهما حصل على جوائز بوليتسر. رون كلارك (مدرس)، مدرس ومؤلف ومؤسس أكاديمية رون كلارك في أتلانتا، جورجيا. تخرج جيمس ماينارد بدرجة علمية في علم النفس وأسس سلسلة مطاعم زريبة ذهبية كيلي كينج هو الرئيس التنفيذي الحالي لـ BB&T وتخرج بدرجة جامعية في محاسبة الأعمال وماجستير في إدارة الأعمال. حضر لاعب الوسط السابق في جاكسونفيل جاكوارز ديفيد جارارد حيث تخصص في إدارة البناء. تمت صياغة كريس جونسون من قبل جبابرة تينيسي في الجولة الأولى من مسودة اتحاد كرة القدم الأميركي لعام 2008. تخرج كل من رئيس مجلس إدارة دبليو دبليو إي والرئيس التنفيذي فينسينت ك. مكماهون وزوجته ليندا مكماهون بدرجة علمية في إدارة الأعمال أيضًا. حصل سكوت أفيت من فرقة الروك الشعبية الأخوان أفيت على درجات علمية في عامي 1999 و2000 هنري «جيزمو» ويليامز، مجند في الدوري الكندي لكرة القدم، تخرج من جامعة إيست كارولينا.